# حمريات الخشب
حُمْرِيات الخشب أو الكوكيات (الاسم العلمي: Erythroxylaceae)، هي فصيلة من الأشجار وشجيرات كاسيات البذور تتكون من 4 أجناس و240 نوعا تقريبا.
أشهر الأنواع لهذه الفصيلة هي نبات الكوكا مصدر الكوكايين المخدر.